# Charles Baring
Charles Thomas Baring, född den 11 januari 1807, död den 14 september 1879, var en engelsk biskop. Han var son till Thomas Baring, 2:e baronet, bror till Francis Baring, 1:e baron Northbrook och Thomas Baring.
Baring blev efter avslutade studier i Oxford kyrkoherde och 1850 drottningens ordinarie hovpredikant. År 1856 blev han biskop av Gloucester och Bristol samt förflyttades 1861 till Durham. I detta länge kyrkligt försummade stora gruv- och fabriksdistrikt verkade han med outtröttlig energi för det kyrkliga inflytandets tillväxt; 102 nya församlingar upprättades och 119 kyrkor byggdes i stiftet under hans ämbetstid. På grund av sjuklighet nedlade Baring i februari 1879 sitt ämbete.